# Erick Téllez
Erick José Téllez Fonseca (Managua, 28 de febrero de 1989) es un futbolista nicaragüense. Se desempeña como Defensa y juega en el Diriangén de la Primera División de Nicaragua.

## Selección nacional
Ha sido internacional con la Selección de fútbol de Nicaragua en un total de diez ocasiones. Jugó su primer partido el 4 de septiembre de 2010, contra Guatemala en un amistoso. Al año siguiente fue convocado para disputar la Copa Centroamericana 2011 en Panamá y en 2014 se le volvió a convocar para que jugara la Copa Centroamericana 2014 en los Estados Unidos.

### Participaciones en Copa Centroamericana
| Copa                      | Sede           | Resultado     |
| ------------------------- | -------------- | ------------- |
| Copa Centroamericana 2011 | Panamá         | Primera Ronda |
| Copa Centroamericana 2014 | Estados Unidos | Primera Ronda |

## Clubes
| Club      | País      | Año         |
| --------- | --------- | ----------- |
| Diriangén | Nicaragua | 2008 - 2018 |
| Motagua   | Honduras  | 2019        |
| Diriangén | Nicaragua | 2019 - act. |

## Palmarés

### Títulos nacionales
| Título                        | Club                  | País      | Año  |
| ----------------------------- | --------------------- | --------- | ---- |
| Primera División de Nicaragua | Diriangén Fútbol Club | Nicaragua | 2018 |
| Copa Primera                  | Diriangén Fútbol Club | Nicaragua | 2020 |
| Primera División de Nicaragua | Diriangén Fútbol Club | Nicaragua | 2021 |
| Primera División de Nicaragua | Diriangén Fútbol Club | Nicaragua | 2021 |
| Primera División de Nicaragua | Diriangén Fútbol Club | Nicaragua | 2022 |
| Primera División de Nicaragua | Diriangén Fútbol Club | Nicaragua | 2023 |
| Copa Primera                  | Diriangén Fútbol Club | Nicaragua | 2024 |
| Primera División de Nicaragua | Diriangén Fútbol Club | Nicaragua | 2024 |
| Primera División de Nicaragua | Diriangén Fútbol Club | Nicaragua | 2024 |
| Copa Primera                  | Diriangén Fútbol Club | Nicaragua | 2025 |